# Skäftestjärnen (Åsarne socken, Jämtland)
Skäftestjärnen är en sjö i Bergs kommun i Jämtland och ingår i Ljungans huvudavrinningsområde.